# Музей переслідуваної Церкви
Музей переслідуваної Церкви — музейний заклад на Тернопільщині, духовний центр УГКЦ. Відкритий у 2000 році в місті Бережани з ініціативи його директора — протоієрея о. Михайла Немелівського — і за підтримки та з благословення єпископа Зборівської єпархії Михайла Колтуна.
Розділи експозиції:
- Патріарх УГКЦ Йосиф Сліпий;
- єпископи-мученики;
- репресовані священики, монахи й монахині;
- громадські активісти УГКЦ;
- церковна атрибутика;
- сакральна скульптура.

У семи залах музею — понад 2300 експонатів, серед яких 12 стародруків («Євангеліє» (1600), «Мінея», «Ірмологіон» та інші), 11 дерев'яних різьблених скульптур висотою 90—215 см.
Меценат музею — Роман Смик. Від 2002 директор Музею переслідуваної церкви — декан Бережанського деканату УГКЦ о. Іван Хрептак.